# Vliegclub Haamstede
Vliegclub Haamstede (VCH) is een zweefvliegtuigvereniging met als thuisveld Vliegveld Haamstede te Burgh-Haamstede op het Zeeuwse eiland Schouwen-Duiveland. De vereniging is opgericht in 1956 en telt momenteel zo'n 125 leden waarvan het merendeel actief 'vliegend lid' is. 

## Geschiedenis
In 1956 waren twee initiatiefnemers van mening dat er op het Vliegveld Haamstede weer gevlogen moest gaan worden en zij besloten een vliegclub op te richten. De hoop was hierbij steun te krijgen van de burgemeester, wethouders en de Koninklijke Nederlandse Vereniging voor Luchtvaart (K.N.V.v.L.). Helaas stelden die geen vliegend materieel beschikbaar, maar werd geopperd dat de initiatiefnemers bij andere clubs moesten aankloppen om dit mogelijk te maken. Na een bezoek aan de West Brabantse Aeroclub (W.B.A.C.) in Woensdrecht ontstond het idee om eerst demonstraties te houden. De W.B.A.C. zou een vliegkamp organiseren op Vliegveld Haamstede waarbij er steun bij burgemeester en wethouders werd gezocht om het vliegbedrijf te kunnen behouden. De initiatiefnemers hebben vervolgens de Vereniging Zeeuwse Aero Club (V.Z.A.C.) opgericht, gevestigd op Vliegveld Haamstede. 
Na goedkeuring door burgemeester en wethouders besloot de W.B.A.C. twee van hun lesvliegtuigen, enkele instructeurs, één eenpersoonstoestel en een lier ter beschikking te stellen om het vliegbedrijf veilig te stellen. Op 30 juni en 1 juli 1956 werden er na inspectie en het uitzetten van de baan de eerste vliegdagen georganiseerd, het zweefvliegen op het vliegveld van Burgh-Haamstede werd daarmee een feit. 
De jaren erna werd er tijdens georganiseerde vliegdagen en zomerkampen gevlogen met gehuurde toestellen van verschillende Nederlandse vliegclubs. In 1960 kreeg de V.Z.A.C. zijn eigen vliegbedrijf, dit werd mogelijk gemaakt door een zelfgebouwde lier, de schenking van een hangar en door gehuurde toestellen van de K.N.V.v.L. 
Het allereerste toestel dat gestald werd op Vliegveld Haamstede was de PH-247, een Schleicher Ka-4 Rhönlerche II, een tweepersoons hoogdekker van Duitse makelij. 
In de daaropvolgende jaren ontwikkelde de V.Z.A.C. zich tot een club met verschillende type vliegtuigen, variërend van hoog- en laagdekkers van verschillende formaten. De naam van de vereniging werd later veranderd in Vliegclub Haamstede (V.C.H.). 

## Vloot
De vereniging beschikt over 9 zweefvliegtuigen:

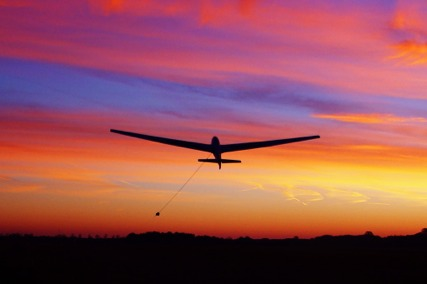
Een ASK-13 van Vliegclub Haamstede (PH-409) tijdens een start bij zonsopkomst.

- Twee ASK 13's (opleidingszweefvliegtuig)
- Een ASK 21 (opleidingsvliegtuig)
- Een ASK-23 (eenzitter voor onder andere solo-vliegende leerlingen)
- Een ASK-18 (eenzitter voor onder andere solo-vliegende leerlingen)
- Een Discus CS (een eenzitter voor gevorderde vliegers)
- Een DG-1000S (tweezitter voor gevorderde vliegers, tevens opleidingszweefvliegtuig)
- Een DG-1000T (prestatie tweezitter met hulpmotor)
- Een Discus CT (prestatie eenzitter met hulpmotor)